# Apogon marquesensis
Apogon marquesensis es una especie de pez de la familia de los apogónidos en el orden de los perciformes.

## Morfología
Los machos pueden llegar a alcanzar los 4,6 cm de longitud total.

## Distribución geográfica
Es una especie endémica de las Islas Marquesas.